# لوي جاي روسيل الثالث
لوي جاي روسيل الثالث (بالإنجليزية: Louie J. Roussel III)‏ هو شخصية أعمال ومحامي أمريكي، ولد في 13 يناير 1946 في نيو أورلينز في الولايات المتحدة.